# Bishop Norton
Bishop Norton est une paroisse civile et un village du Lincolnshire, en Angleterre.